# Амандинея точечная
Аманди́нея то́чечная (лат. Amandinea punctata) — вид лихенизированных аскомицетов, включённый в род Амандинея (Amandinea) семейства Калициевые.

## Описание
Таллом накипной, обычно тонкий и почти незаметный, либо толстый, выраженный, бородавчатый, часто растрескивающийся, иногда вовсе ареолированный, лишённый соредий. Окраска слоевища светло-серая до тёмно-серой, изредка коричневая или зеленоватая. Апотеции лецидеевого типа, многочисленные, разбросанные по слоевищу, 0,3—0,5 мм в диаметре, с чёрным плоским, затем выпуклым диском; край тонкий, чёрный. Эксципул тёмно-коричневый. Эпитеций зернистый, тёмно-коричневый, теций бесцветный, гипотеций коричневый. Пикниды редкие, погружённые, конидии до 20 мкм.
Аски восьмиспоровые, булавовидной формы, 35—70×11—18 мкм. Споры двуклеточные, эллиптические, коричневые, 11—14×6—8 мкм.
При контакте со всеми используемыми для тестирования лишайников химическими реактивами слоевище не меняет цвет. Гимений от йода синеет.

## Экология, ареал
Встречается на коре и древесине хвойных и лиственных пород, изредка на мхах, гниющих растительных остатках, скалах.
Широко распространённый лишайник, по всей видимости, космополит. В горных регионах редок.

## Таксономия и систематика

### Синонимы
Полиморфный вид со множеством синонимичных названий, среди которых:
- Amandinea myriocarpa (DC.) M.Choisy, 1950
- Buellia myriocarpa (DC.) De Not., 1846
- Buellia parasema var. stigmatea (Schaer.) Flagey, 1896
- Buellia praecavenda (Nyl. ex Cromb.) Arnold, 1870
- Buellia punctata (Hoffm.) A.Massal., 1852
- Buellia punctiformis (Hoffm.) A.Massal., 1852
- Buellia punctiformis f. punctata (Hoffm.) Vain., 1909
- Buellia punctiformis var. myriocarpa (DC.) Arnold, 1884
- Buellia stigmatea (Schaer.) Körb., 1855
- Karschia myriocarpa (DC.) Sacc. & Traverso, 1910
- Karschia thallophila (Ohlert) Rehm, 1890
- Lecidea myriocarpa (DC.) Röhl., 1813
- Lecidea myriocarpa f. punctata (Hoffm.) Vain., 1883
- Lecidea nitidula var. punctata (Hoffm.) Torss., 1843
- Lecidea parasema var. myriocarpa (DC.) Ach., 1808
- Lecidea parasema var. punctata (Hoffm.) Ach., 1803
- Lecidea pinicola (Ach.) Flörke, 1826
- Lecidea praecavenda Nyl. ex Cromb., 1869
- Lecidea punctata (Hoffm.) Flörke, 1810
- Lecidea punctata var. punctiformis (Hoffm.) Schaer., 1828
- Lecidea punctata var. stigmatea Schaer., 1850
- Lecidea punctiformis (Hoffm.) Chevall., 1826
- Lecidea vernicoma Leight., 1879, nom. illeg.
- Lecidella thallophila Ohlert, 1871
- Lichen pinicola Ach., 1798
- Parmelia pinicola (Ach.) Mart., 1817
- Patellaria myriocarpa DC., 1805
- Patellaria parasema var. myriocarpa (DC.) Duby, 1830
- Patellaria parasema var. punctata (Hoffm.) Duby, 1830
- Patellaria punctiformis (Hoffm.) DC., 1805
- Trachylia exigua F.Wilson, 1889
- Verrucaria guttata Hoffm., 1796
- Verrucaria hyloica DC., 1805
- Verrucaria punctata Hoffm., 1796basionym
- Verrucaria punctiformis Hoffm., 1796
- Verrucaria sanguinea Baumg., 1790, nom. illeg.